# 北丸森站

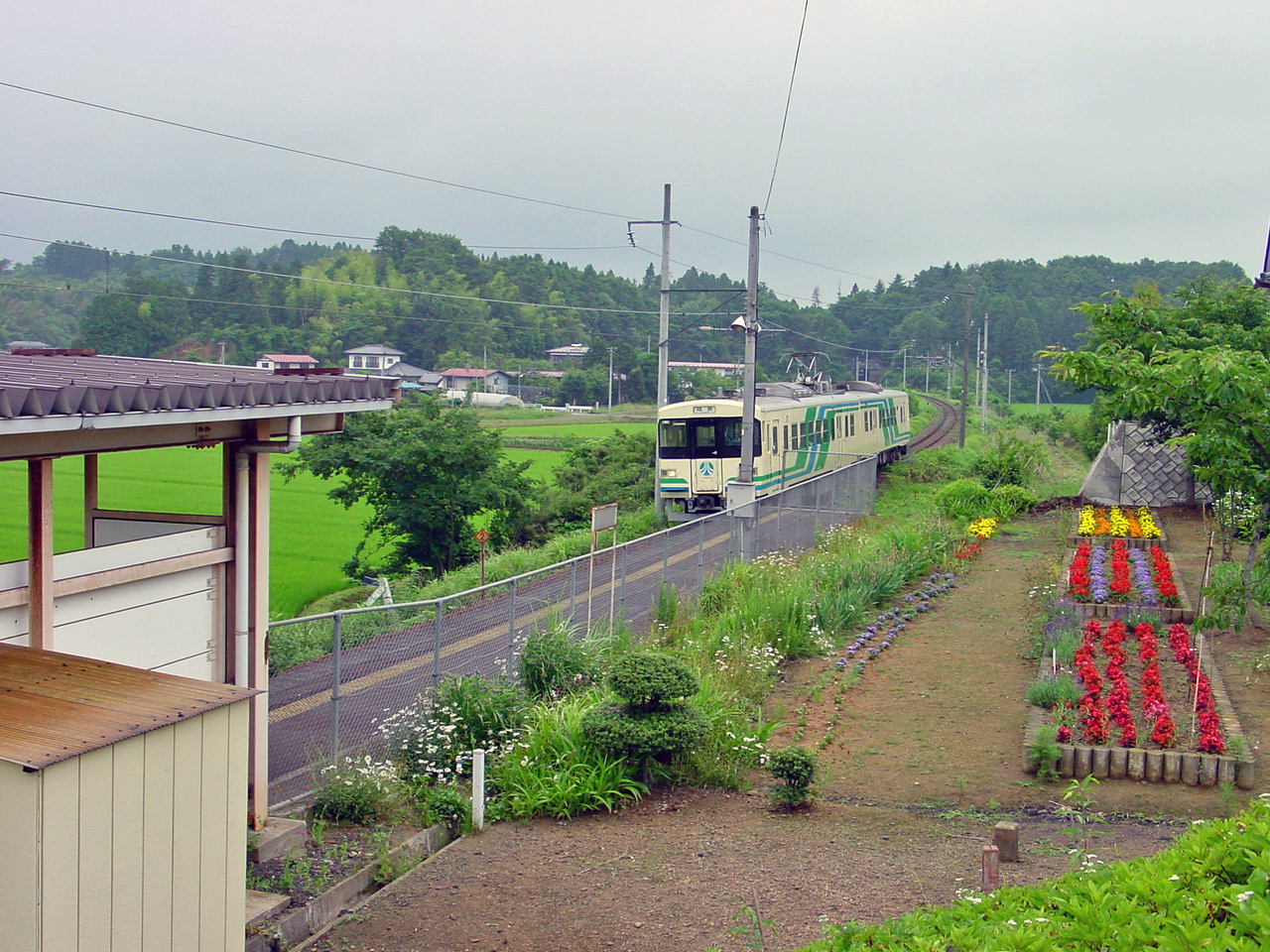
月台遠景（2003年6月）

北丸森站（日语：／ Kita-Marumori eki */?）是位於宮城縣伊具郡丸森町館矢間木沼，屬於阿武隈急行的阿武隈急行線車站。本站的口頭禪是「古墳和歷史之町」。

## 歷史
- 1986年（昭和61年）7月1日 - 車站啟用。

## 車站構造
此站是地面車站，設有1面1線的單式月台。因車站位於較低處的地方，因此出入口處設有樓梯連接月台。此站沒有設置站房，只在月台上設有候車室。

## 使用狀況
| 1日上落車人次變化 | 1日上落車人次變化 |
| 年度              | 1日平均人次       |
| ----------------- | ----------------- |
| 2011年            | 20                |
| 2012年            | 28                |
| 2013年            | 25                |
| 2014年            | 18                |
| 2015年            | 21                |
| 2016年            | 22                |
| 2017年            | 21                |
| 2018年            | 29                |

## 車站周邊
- 國道113號（日语：国道113号）

## 相鄰車站
阿武隈急行
■阿武隈急行線
丸森－北丸森－南角田

## 注腳
1. ↑  國土數値資訊(不同站上落車人次數據)  （页面存档备份，存于）（日語） - 國土交通省、2019年7月3日參閲
2. ↑  國土數値資訊(不同站上落車人次數據)  （页面存档备份，存于）（日語） - 國土交通省，2020年9月12日參閲